# اچ‌ام‌اس فالموس (اف۱۱۳)
اچ‌ام‌اس فالموس (اف۱۱۳) (به انگلیسی: HMS Falmouth (F113)) یک کشتی بود که طول آن ۳۷۰ فوت (۱۱۰ متر) بود. این کشتی در سال ۱۹۵۹ ساخته شد.